# 黃斑雙條背葉蚤
黃斑雙條背葉蚤（学名：Pseudodera xanthospila）为金花蟲科雙條背葉蚤屬下的一个种。該物種以菝葜為食。黃斑雙條背葉蚤体长约8毫米，也有短於5毫米的個體。該物種主要分佈於日本的本州、四国、九州以及中国大陸和台湾。